# Az igazi Lármás család
Az igazi Lármás család (eredeti cím: The Really Loud House) 2022 és 2024 között vetített amerikai vígjátéksorozat, amit Tim Hobert készített, A Lármás család című animációs sorozat alapján. A főbb szerepekben Wolfgang Schaeffer, Jahzir Bruno, Eva Carlton, Sophia Woodward, Catherine Ashmore Bradley, Annaka Fourneret, Aubin Bradley, Mia Allan, Ella Allan, Lexi Janicek, Jolie Jenkins és Brian Stepanek látható.
Amerikában 2022. november 3-án, míg Magyarországon 2023. május 22-én mutatta be a Nickelodeon.
2023. január 5-én berendelték a második évadot. 2023. április 4-én pedig egy Halloween-i különkiadás film is készül "A Really Haunted Loud House" címen.
2024. október 17-én Jolie Jenkins megerősítette hogy a 2. évad után véget ér a sorozat.

## Cselekmény
Az eredeti sorozathoz hasonlóan ebben a sorozatban is a 12 éves Lármás Lincoln életét követhetjük nyomon, aki 10 lánytestvérével él együtt, és egy ilyen nagy családban próbál eligazodni a mindennapokban. Lincoln legjobb barátja, Clyde McBride segítségét kéri, hogy legyőzze az akadályokat, amelyekkel napi kalandjaik során találkoznak.

## Szereplők

### Főszereplők
| Szereplő             | Színész                   | Magyar hang             |
| -------------------- | ------------------------- | ----------------------- |
| Lármás Lincoln       | Wolfgang Schaeffer        | Tóth Csanád             |
| Clyde McBride        | Jahzir Bruno              | Berecz Kristóf Uwe      |
| Lármás Leni          | Eva Carlton               | Csuha Borbála           |
| Lármás Luna          | Sophia Woodward           | Dobó Enikő              |
| Lármás Luan          | Catherine Ashmore Bradley | Molnár Ilona            |
| Ifj. Lármás Lynn     | Annaka Fourneret          | Engel-Iván Lili         |
| Lármás Lucy          | Aubin Bradley             | Dolmány-Bogdányi Korina |
| Lármás Lana          | Mia Allan                 | Nagy Zselyke            |
| Lármás Lola          | Ella Allan                | Blazsó Regina           |
| Lármás Lisa          | Lexi Janicek              | Romet Alíz              |
| Idősebb. Lármás Lynn | Brian Stepanek            | Holl Nándor             |
| Lármás Rita          | Jolie Jenkins             | Ősi Ildikó              |

### Mellékszereplők
| Szereplő                 | Színész                            | Magyar hang                    |
| ------------------------ | ---------------------------------- | ------------------------------ |
| Lármás Lori              | Lexi DiBenedetto                   | Pekár Adrienn Fritz Éva (1x20) |
| Lármás Lily              | August Michael Peterson Emily Ford | Sipos Eszter Anna              |
| Harold McBride           | Ray Ford                           | Bodrogi Attila                 |
| Howard McBride           | Stephen Guarino                    | Fekete Zoltán                  |
| Liam Hunnicutt           | Gavin Maddox Bergman               | Holló-Zsadányi Norman          |
| Zach Gurdle              | Mateo Castel                       | Rostás Ábel                    |
| Rusty Spokes             | Nolan Maddox                       | Ács Balázs                     |
| Stella Zhau              | Trinity Jo-Li Bliss                | Prokópius Maja                 |
| Charlie Uggo             | Bella Blanding                     | TBA                            |
| Mr. Bolhofner            | Brian Thomas Smith                 | Fellegi Lénárd                 |
| Phillip "Flip" Philipini | Kevin Chamberlin                   | Bácskai János                  |
| Bobby Santiago           | Damian Alonso                      | Czető Ádám                     |
| Zia                      | Sanjana Rajagopalan                | Schmidt Karolina               |

### Magyar változat
- Bemondó: Orosz Gergely
- Magyar szöveg: Horváth Anikó
- Hangmérnök: Levacsics Péter
- Vágó: Kelemen Zoltán
- Gyártásvezető: Derzsi Kovács Éva
- Zenei felelős: Weichinger Kálmán
- Szinkronrendező: Bartucz Attila
- Produkciós vezető: Koleszár Emőke

A szinkront az Iyuno Hungary készítette.

## Évados áttekintés
| Évad | Évad | Epizódok | Eredeti sugárzás  | Eredeti sugárzás   | Magyar sugárzás a -on | Magyar sugárzás a -on | Magyar sugárzás a -en | Magyar sugárzás a -en | Magyar sugárzás a -on | Magyar sugárzás a -on |
| Évad | Évad | Epizódok | Évadpremier       | Évadfinálé         | Évadpremier           | Évadfinálé            | Évadpremier           | Évadfinálé            | Évadpremier           | Évadfinálé            |
| ---- | ---- | -------- | ----------------- | ------------------ | --------------------- | --------------------- | --------------------- | --------------------- | --------------------- | --------------------- |
|      | 1    | 20       | 2022. november 3. | 2023. június 29.   | 2023. május 22.       | 2023. december 6.     | 2023. november 20.    | 2024. február 29.     | 2023. szeptember 2.   | 2024. április 15.     |
|      | 2    | 20       | 2024. február 19. | 2024. november 26. | 2024. szeptember 16.  | 2024. december 6.     | 2024. november 11.    | 2025. január 31.      | 2024. december 28.    | 2025. március 29.     |

## Évadok

### Filmek
| Eredeti cím                 | Magyar cím                 | Rendezte       | Írta                          | Eredeti premier      | Magyar premier     | Magyar premier     | Magyar premier  |
| --------------------------- | -------------------------- | -------------- | ----------------------------- | -------------------- | ------------------ | ------------------ | --------------- |
| Eredeti cím                 | Magyar cím                 | Rendezte       | Írta                          | Eredeti premier      |                    |                    |                 |
| A Loud House Christmas      | Karácsony a Lármás házban  | Jonathan Judge | Liz Maccie                    | 2021. november 26.   | 2022. december 11. | 2023. december 6.  | 2023. június 1. |
| A Really Haunted Loud House | Egy igazi Lármás Halloween | Jonathan Judge | Tony Gama-Lobo és Rebecca May | 2023. szeptember 28. | 2024. október 27.  | 2024. november 10. | TBA             |

### 1. évad (2022-2023)
| #   | Eredeti cím                                                       | Magyar cím                                                           | Rendezte                        | Írta                          | Eredeti premier    | Magyar premier    | Magyar premier     | Magyar premier      | Gyártási kód |
| --- | ----------------------------------------------------------------- | -------------------------------------------------------------------- | ------------------------------- | ----------------------------- | ------------------ | ----------------- | ------------------ | ------------------- | ------------ |
| #   | Eredeti cím                                                       | Magyar cím                                                           | Rendezte                        | Írta                          | Eredeti premier    |                   |                    |                     | Gyártási kód |
| 1.  | The Macho Man with the Plan                                       | Macsómanus és a terve                                                | Jonathan Judge                  | Tim Hobert                    | 2022. november 3.  | 2023. május 22.   | 2023. november 20. | 2023. szeptember 2. | 101          |
| 2.  | The Chore Thing                                                   | A házimunka                                                          | Melissa Kosar                   | Tim Hobert                    | 2022. november 10. | Nem került adásba | 2023. november 21. | 2023. szeptember 2. | 102          |
| 3.  | The Blemish Dilemish                                              | Nem is ciki                                                          | David Kendall                   | Michael Hobert                | 2022. november 17. | 2023. május 24.   | 2023. november 23. | 2023. szeptember 2. | 104          |
| 4.  | The Banana Split Decision                                         | Banános fagyikehely                                                  | David Kendall                   | David McHugh és Matt Flanagan | 2022. november 24. | 2023. május 26.   | 2023. november 27. | 2023. szeptember 2. | 106          |
| 5.  | Ro-Bro                                                            | Robobáty                                                             | Phill Lewis                     | Angela Yarbrough              | 2022. december 1.  | 2023. május 23.   | 2023. november 22. | 2023. szeptember 2. | 103          |
| 6.  | I Wanna Hold Your Hand                                            | Fogjuk egymás kezét (TeenNick) Fogni szeretném a kezed (SkyShowtime) | Melissa Kosar és Jonathan Judge | Amy Pittman                   | 2022. december 8.  | Nem került adásba | 2023. november 29. | 2023. szeptember 2. | 108          |
| 7.  | The Guy Who Makes You Fly                                         | A srác, aki szárnyakat ad                                            | Jonathan Judge                  | Peter Limm                    | 2023. január 5.    | 2023. május 29.   | 2023. november 28. | 2023. szeptember 2. | 107          |
| 8.  | The Manager with the Planager                                     | A tervekkel teli menedzser                                           | Phill Lewis                     | David McHugh és Matt Flanagan | 2023. január 12.   | 2023. május 25.   | 2023. november 24. | 2023. szeptember 2. | 105          |
| 9.  | Heart and Soul                                                    | Szív és lélek                                                        | Jonathan Judge                  | Tim Hobert                    | 2023. január 19.   | 2023. október 30. | 2023. december 10. | 2024. április 15.   | 111          |
| 10. | No Louds Allowed                                                  | Tilos a belépés                                                      | Jonathan Judge                  | Michael Hobert                | 2023. január 26.   | 2023. október 31. | 2024. január 30.   | 2024. április 15.   | 112          |
| 11. | The Princess and the Everlasting Emerald: A Royal Woods Fairytale | A hercegnő és az örökkévalóság smaragdja: Tündérmese Royal Woods-ban | Jonathan Judge                  | Alan Yanaga                   | 2023. február 2.   | 2023. május 30.   | 2023. november 30. | 2023. szeptember 2. | 109          |
| 12. | The Princess and the Everlasting Emerald: A Royal Woods Fairytale | A hercegnő és az örökkévalóság smaragdja: Tündérmese Royal Woods-ban | Jonathan Judge                  | Tim Hobert és Alan Yanaga     | 2023. február 9.   | 2023. május 31.   | 2023. december 1.  | 2023. szeptember 2. | 110          |
| 13. | What's a Mother to Redo                                           | Újra anyák napja                                                     | Jonathan Judge                  | Alan Yanaga                   | 2023. június 1.    | 2023. november 1. | 2024. február 7.   | 2024. április 15.   | 119          |
| 14. | Better Together                                                   | Együtt JOBB                                                          | Daniella Eisman                 | Audrey Hobert                 | 2023. június 8.    | 2023. november 2. | 2023. december 17. | 2024. április 15.   | 117          |
| 15. | Home Is Where the Hero Is                                         | Az igazi hős                                                         | Carlos González                 | David McHugh és Matt Flanagan | 2023. június 15.   | 2023. november 3. | 2023. december 10. | 2024. április 15.   | 113          |
| 16. | Spelling and Doorbelling                                          | Betűzés és csengetés                                                 | Jonathan Judge                  | Peter Limm                    | 2023. június 15.   | 2023. december 5. | 2023. december 16. | 2024. április 15.   | 115          |
| 17. | Sweet Dreams Are Made of Cheese                                   | A varázssajt                                                         | Carlos González                 | Angela Yarbrough              | 2023. június 22.   | 2023. december 4. | 2024. február 29.  | 2024. április 15.   | 114          |
| 18. | All Is Fair in Love and Sleepovers                                | Barátok és pizsiparty                                                | Jonathan Judge                  | David S. Rosenthal            | 2023. június 22.   | Nem került adásba | 2023. december 16. | 2024. április 15.   | 116          |
| 19. | Some Buddy to Love                                                | Havernap (Nickelodeon/TeenNick) Pár szerethető haver (SkyShowtime)   | Daniella Eisman                 | John Dale                     | 2023. június 29.   | 2023. december 6. | 2023. december 17. | 2024. április 15.   | 118          |
| 20. | Little-ol-lady-whoooo Has Talent                                  | Ki mit tud                                                           | Jonathan Judge                  | Tim Hobert és Alan Yanaga     | 2023. június 29.   | Nem került adásba | 2023. december 23. | 2024. április 15.   | 120          |

### 2. évad (2024)
| #   | #   | Eredeti cím                                             | Magyar cím                                                                | Rendezte        | Írta                             | Eredeti premier      | Magyar premier       | Magyar premier     | Magyar premier     | Gyártási kód |
| --- | --- | ------------------------------------------------------- | ------------------------------------------------------------------------- | --------------- | -------------------------------- | -------------------- | -------------------- | ------------------ | ------------------ | ------------ |
| #   | #   | Eredeti cím                                             | Magyar cím                                                                | Rendezte        | Írta                             | Eredeti premier      |                      |                    |                    | Gyártási kód |
| 21. | 1.  | A Musical to Remember                                   | Egy emlékezetes musical                                                   | Jonathan Judge  | David McHugh és Matthew Flanagan | 2024. február 19.    | 2024. szeptember 16. | 2024. november 11. | 2024. december 28. | 201          |
| 22. | 2.  | A Musical to Remember                                   | Egy emlékezetes musical                                                   | Jonathan Judge  | David McHugh és Matthew Flanagan | 2024. február 19.    | 2024. szeptember 17. | 2024. november 12. | 2024. december 28. | 202          |
| 23. | 3.  | The Tennessee Surprise: Love Is in the Air              | Szerelem a levegőben                                                      | Jonathan Judge  | Audrey Hobert                    | 2024. március 6.     | 2024. szeptember 18. | 2024. november 13. | 2024. december 28. | 209          |
| 24. | 4.  | Last Friend Standing                                    | Csak egy barát                                                            | Carlos González | Michael Hobert                   | 2024. március 13.    | 2024. szeptember 19. | 2024. november 14. | 2024. december 28. | 205          |
| 25. | 5.  | Louder by the Dozen                                     | Egy tucat Lármás                                                          | Daniella Eisman | Peter Limm                       | 2024. március 20.    | 2024. szeptember 20. | 2024. november 15. | 2024. december 28. | 206          |
| 26. | 6.  | Nice Guys Finish First                                  | A jófiúk nyernek                                                          | Jonathan Judge  | Alan Yanaga                      | 2024. június 3.      | 2024. szeptember 23. | 2024. november 18. | 2024. december 28. | 203          |
| 27. | 7.  | Loud Family Court: The Flames of Justice                | Lármás bíróság: Az igazság lángja                                         | Jonathan Judge  | Amy Pittman                      | 2024. június 4.      | 2024. szeptember 24. | 2024. november 19. | 2024. december 28. | 210          |
| 28. | 8.  | Get Out of Dodgeball                                    | Megúszni a tesit                                                          | Carlos González | Angela Yarbrough                 | 2024. június 5.      | 2024. szeptember 25. | 2024. november 20. | 2024. december 28. | 204          |
| 29. | 9.  | Louds in Love                                           | Lármás szerelem                                                           | Daniella Eisman | Tim Hobert                       | 2024. június 10.     | Nem került adásba    | 2024. november 21. | 2024. december 28. | 207          |
| 30. | 10. | The Other Man with Way Better Plans                     | A másik ember sokkal jobb tervekkel                                       | Jonathan Judge  | John Dale                        | 2024. június 11.     | 2024. szeptember 26. | 2024. november 22. | 2024. december 28. | 208          |
| 31. | 11. | McLouds vs Machine                                      | McLármás a robot ellen                                                    | Carlos González | Michael Hobert                   | 2024. június 12.     | 2024. november 25.   | 2025. január 20.   | 2025. március 29.  | 211          |
| 32. | 12. | Loud Blues                                              | Lármás blues                                                              | Carlos González | Angela Yarbrough                 | 2024. június 17.     | 2024. november 26.   | 2025. január 21.   | 2025. március 29.  | 213          |
| 33. | 13. | Little Sisters' Big Adventure                           | A kistesók nagy kalandja                                                  | Jonathan Judge  | Peter Limm                       | 2024. június 18.     | 2025. június 14.     | 2025. január 22.   | 2025. március 29.  | 212          |
| 34. | 14. | The Boyfriend Stays in the Picture                      | A barát marad a képben                                                    | Jonathan Judge  | Tim Hobert                       | 2024. június 19.     | 2024. november 28.   | 2025. január 23.   | 2025. március 29.  | 214          |
| 35. | 15. | The Man with the Backup Plan                            | Az ember a B tervvel                                                      | Daniella Eisman | Alan Yanaga                      | 2024. szeptember 18. | 2024. november 29.   | 2025. január 24.   | 2025. március 29.  | 215          |
| 36. | 16. | The Odyssey                                             | Odüsszeia                                                                 | Daniella Eisman | Tim Hobert és Alan Yanaga        | 2024. szeptember 25. | 2024. december 2.    | 2025. január 27.   | 2025. március 29.  | 216          |
| 37. | 17. | A Tale of Three Parties                                 | A 3 buli regénye (Nickelodeon/TeenNick) A három buli meséje (SkyShowtime) | Jonathan Judge  | Tim Hobert és Michael Hobert     | 2024. október 2.     | 2024. december 3.    | 2025. január 28.   | 2025. március 29.  | 217          |
| 38. | 18. | Game Night                                              | Társasest                                                                 | Jonathan Judge  | Tyler Mar és Derek Isa           | 2024. október 9.     | 2024. december 4.    | 2025. január 29.   | 2025. március 29.  | 218          |
| 39. | 19. | Epic Tales of Epic Fales: The Madman with the Plan      | Óriás bukták legendái: Az őrült ember a tervvel                           | Julian Petrillo | David McHugh és Matt Flanagan    | 2024. október 16.    | 2024. december 5.    | 2025. január 30.   | 2025. március 29.  | 219          |
| 40. | 20. | A Really Loud Thanksgiving: The Gobble Squabble Debacle | Egy nagyon Lármás hálaadás: A pulykaperpatvar                             | Julian Petrillo | David S. Rosenthal               | 2024. november 26.   | 2024. december 6.    | 2025. január 31.   | 2025. március 29.  | 220          |

## A sorozat készítése
2022. március 24-én jelentették be eredetileg a Paramount+ számára A Lármás család élőszereplős változatát. A sorozatban a Karácsony a Lármás házban című film szereplői újra eljátsszák a karakterüket, köztük Wolfgang Schaeffer mint Lincoln és Jahzir Bruno mint Clyde. 2022 júniusában kezdődött a sorozat forgatása az új-mexikói Albuquerque-ben.